# Watain
Watain ist eine Black-Metal-Band aus Uppsala, Schweden.

## Biografie
Watain wurde im Sommer 1998 gegründet und benannte sich nach einem Lied der US-amerikanischen Black-Metal-Band VON. Nach dem ersten Demo Go Fuck Your Jewish God und der Live-Kassette Black Metal Sacrifice erschien im April 1999 die 7"-EP The Essence of Black Purity auf dem schwedischen Label Grim Rune Productions; diese wird von Watain als erste offizielle Veröffentlichung angesehen. 2000 wurde das Debütalbum Rabid Death’s Curse eingespielt und veröffentlicht, außerdem wurde der Gitarrist C. Blom aus der Band entlassen, deren Kern seitdem aus den drei übrigen Gründungsmitgliedern besteht. 2001 folgten die Live-Kassette The Ritual Macabre und die Split-Single The Misanthropic Ceremonies mit der schwedischen Band Diabolicum.
Anfang 2002 ging Watain auf eine erste Europatournee, The Black War Tour mit Unpure. 2003 nahm Watain Casus Luciferi auf. Das Album erschien während der Stellar Dimension Infernal Tour durch Europa zusammen mit Secrets of the Moon und Averse Sefira.
2004 ging Watain auf eine zweimonatige Tournee mit Dissection durch achtzehn Länder.
Watains nächstes Album Sworn to the Dark wurde in Europa am 21. Februar 2007 veröffentlicht. Anschließend ging die Band mit Celtic Frost, Kreator und Legion of the Damned auf Europa-Tournee. 2008 spielte sie ihre erste Tournee in Nordamerika.
Für den 7. Juni 2010 kündigte die Band ihr viertes Album Lawless Darkness mit den Worten „On June 7th 2010, Black Metal shall be reborn“ an; laut Danielsson soll es eine Rückkehr zu den Wurzeln des Black Metal bei gleichzeitiger notwendiger spiritueller Erneuerung sein. Auf dem Album steuerte der mit der Band befreundete Selim Lemouchi von The Devil’s Blood zwei Gitarrensoli bei, und Carl McCoy von Fields of the Nephilim sang bei Waters of Ain mit. Das Album erreichte im Juni 2010 Platz 26 der schwedischen Albumcharts.
Am 4. Mai 2012 veröffentlichten Watain ihre erste DVD Opus Diaboli, die es in Kombination mit CDs und LPs gibt.
Im Frühjahr 2013 kündigte die Band ihr fünftes Album The Wild Hunt mit den Worten: „With broken bones and burning hearts we have ploughed our way through deepest winter into a new wilderness, to which we will open the gates at summers end“ an, kurz darauf auch die EP All That May Bleed. Die EP erschien zur Sommersonnenwende am 21. Juni 2013 und das Album am 19. August 2013 in Europa sowie am 20. August 2013 in den USA, ab dem 24. August soll eine Tournee zum Album folgen.

## Musikstil und Ideologie

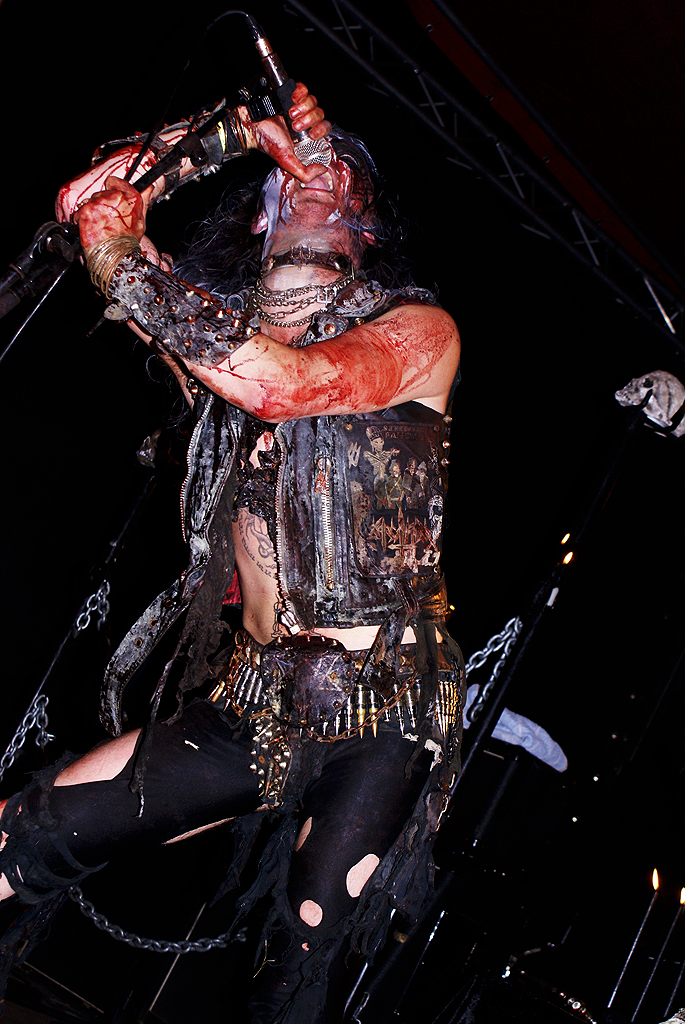
Sänger Erik Danielsson bei einem Auftritt auf dem Under the Black Sun Festival, 2007

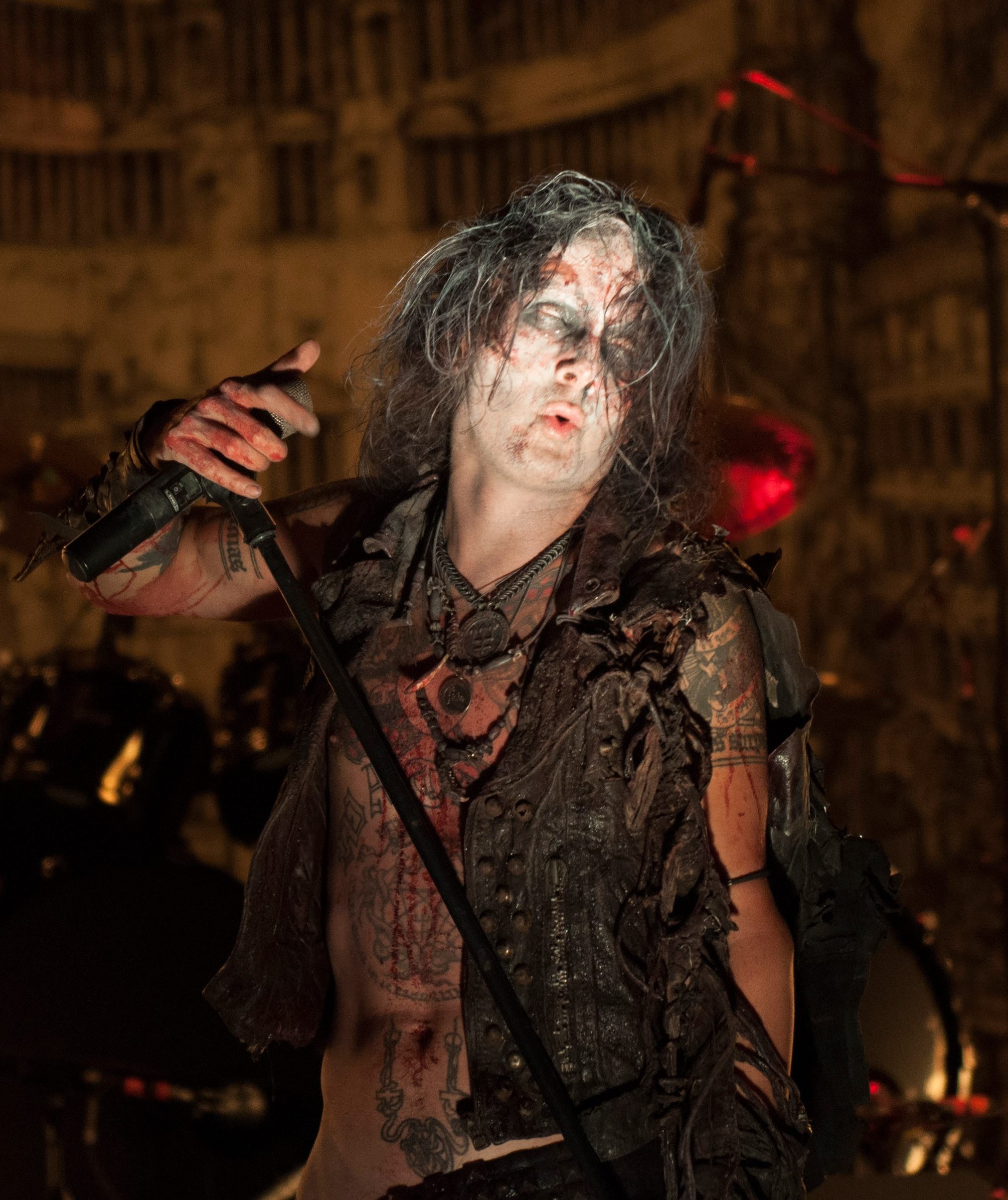
Erik auf dem Party.San 2014

Watain spielt einen typisch schwedischen Black-Metal-Stil und wird in atmosphärischer Hinsicht mit dem Album De Mysteriis Dom Sathanas von Mayhem und wegen der Melodien mit Dissection verglichen. Als Einfluss gilt auch die ebenso wie Dissection chaos-gnostische Band Ofermod, die zum Umfeld von Watain gehört. Danielsson nennt alte Mayhem und Burzum, Thorns, Sabbat, Mercyful Fate, Death SS, Samael und Necrovore als Einflüsse und sieht viele Gemeinsamkeiten mit Dissection. Das 2010 veröffentlichte Album Lawless Darkness basiert laut Danielsson musikalisch eher auf Watain selbst als auf anderen Bands.
Die Musiker sehen sich als „Teil eines größeren Plans“ und „von höheren Mächten kontrolliert“. Ihre Form von Satanismus wird von Danielsson zur Abgrenzung von anderen Strömungen ausdrücklich als Teufelsanbetung bezeichnet; trotz ihrer später bekundeten Unterstützung des chaos-gnostischen Misanthropic Luciferian Order, Danielssons Aushilfe bei Dissection und des nach dem Tod des Dissection-Gründers Jon Nödtveidt vom Ex-Dissection-Gitarristen Set Teitan geschriebenen, Nödtveidt gewidmeten und an die Anschauungen des MLO angelehnten Lieds Legions of the Black Light behielt die Band die Teufelsanbetung als ihre Ausrichtung bei.
Die Auftritte der Band sind bekannt für die Verwendung von Schweineköpfen, Feuereffekten und Tierkadavern sowie den extremen Gestank, der dabei von der Bühne ausgeht; die Band selbst beschreibt Teile ihrer Auftritte als für zahlreiche Zuschauer verstörend, aber für jene erleuchtend und wohlgefällig, in deren Herzen das schwarze Feuer brenne.
Nach einem Auftritt beim Party.San-Metal-Open-Air im Jahr 2006 wurden Bandmitglieder beim Hitlergruß sowie beim Tragen von T-Shirts der NSBM-Band Absurd gesehen, was zu Vorwürfen führte, die Band fördere nationalsozialistisches Gedankengut. Die Band bezeichnete ihre Kritiker daraufhin auf ihrer Internetseite als „erbärmliche Untermenschen“ und den Black/Death Metal als „auf ewig nicht politisch“. Als Erik Danielsson bei einem Interview mit dem deutschen Online-Magazin Metal.de zum Vorfall und nach seiner Meinung zum NSBM befragt wurde, erklärte er:

„Die Leute werden ängstlich, wenn sie sehen, dass ein schwarzer Wolf in die Herde von weißen Schafen einfällt. Sie versehen einen automatisch mit einem Nazi-Stempel, da dies der einzige Weg scheint, wie sie mit Dingen umgehen können, welche sie nicht verstehen (wollen). Wir haben darüber gelacht und nun wissen sie es hoffentlich besser. […] NSBM ist ein Witz, ein verzweifelter Versuch von Leuten, welche unfähig sind, die Perversion und den Wahnsinn des Black Metals zu ergründen. Sie wollen extrem erscheinen und limitieren sich in ihrer Konzeption an diese Art von Gesellschaft, was etwas darstellt, was uns nicht noch weniger interessieren könnte. Fuck the world! Black Metal hat nichts mit der Welt zu tun, wie ihr sie kennt.“

## Diskografie
Demos
- 1998: Go Fuck Your Jewish God (MC; Eigenvertrieb)
- 2002: Puzzles ov Flesh (CDR; Eigenvertrieb)
- 2020: Corona Mortis (MC, His Master’s Noise)

Studioalben
- 2000: Rabid Death’s Curse (CD/LP/2xLP/MC; Drakkar Productions, End All Life Productions) Erschien bis 2019 weltweit in insgesamt 26 Versionen.
- 2003: Casus Luciferi (CD/LP/2xLP/MC/FLAC; Drakkar Productions) Erschien bis 2016 weltweit in insgesamt 19 Versionen, LP-Vertrieb durch Norma Evangelium Diaboli.
- 2006: Sworn to the Dark (CD/2xLP/MC/MP3; Season of Mist) Erschien bis 2015 weltweit in insgesamt 24 Versionen, LP-Vertrieb durch Norma Evangelium Diaboli.
- 2010: Lawless Darkness (CD/2xLP/MC/FLAC; Season of Mist) Erschien bis 2016 weltweit in insgesamt 19 Versionen, LP-Vertrieb auch durch Norma Evangelium Diaboli.
- 2013: The Wild Hunt (CD/CD+2xLP+7"/2xLP/2xLP+7"/MC; His Master’s Noise / Century Media) Erschien bis 2016 weltweit in insgesamt 17 Versionen.
- 2018: Trident Wolf Eclipse (CD/CD+2xLP/12”-Vinyl, Century Media; MC, Floga Records)
- 2022: The Agony & Ecstasy of Watain (CD/CD+12"-Vinyl, Nuclear Blast)

Konzertalben
- 1999: Black Metal Sacrifice (MC; Eigenvertrieb)
- 2001: The Ritual Macabre (MC; Sakriligeous Warfare Productions)
- 2012: Opus Diaboli (2xCD+DVD/2xCD+2xLP+DVD-V; His Master’s Noise)
- 2014: Temple of Watain (Live Darkness and Death) (CD; Slayer Storm Productions)
- 2015: Stellar Descension Infernal in Budapest (MC; Stygian Shadows Productions)

EPs & Singles
- 1999: The Essence of Black Purity (7"; Grim Rune Productions)
- 2010: Reaping Death (CD/7"; Season of Mist)
- 2013: Outlaw (CD; Century Media)
- 2013: All That May Bleed (7"; His Master’s Noise / Century Media)
- 2013: Fuck Off, We Murder (7" Flexi; Decibel Flexi Series)
- 2017: Nuclear Alchemy (7"; Eigenvertrieb)
- 2021: Reaping Death (12", Church of Vinyl)
- 2023: Die in Fore – Live in Hell

Splits
- 2001: Diabolicum/Watain – The Misanthropic Ceremonies (7"; Spikekult Rekords)
- 2016: Mayhem/Watain – Sathanas / Luciferi (7"; His Master’s Noise)
- 2019: Black Metal Terror mit Triumphator, Ofermod und Malign (4x7"-Vinyl, Shadow Records)

Exklusive Beiträge auf Kompilationen
- 2002: My Fists Are Him (Live in Darkness) auf Jesus Wept / Black Arts comp #1 (MC; Black Arts Productions)

Sonstige Veröffentlichungen
- 2000: The Essence of Black Purity + Rehearsal 6/2/00 (MC; Eigenvertrieb)
- 2003: Promotape 0III (MC; Eigenvertrieb)
- 2015: Tonight We Raise Our Cups And Toast in Angels Blood – A Tribute To Bathory (LP/MC; Sound Pollution)